# 巴尼特鎮區 (阿肯色州范布倫縣)
巴尼特鎮區（英語：Barnett Township）是位於美國阿肯色州范布倫縣的一個行政鎮區。

## 地方資料
巴尼特鎮區的面積為62.69平方千米，當中陸地面積為62.66平方千米，而水域面積為0.03平方千米。根據2010年美國人口普查的數據，當地共有人口786人，而人口密度為每平方千米12.54人。